# Falklandi tokoscsőrű
A falklandi tokoscsőrű vagy fehér tokoscsőrű madár (Chionis alba)  a madarak osztályának lilealakúak (Charadriiformes) rendjébe és a tokoscsőrűfélék (Chionididae) családjába tartozó faj.

## Előfordulása
Az Antarktisz partjain és a környező szigeteken költ. A telet a Falkland-szigeteken és Argentína déli részén tölti. A sziklás tengerpartok lakója.

## Megjelenése
Testhossza 40 centiméter, szárnyfesztávolsága 70–80 centiméter. Rövid csőre oldalt erősen összenyomott, a hegyéig hajlott, orma hátul duzzadt. A felső káva tövén szarutok van, mely az orrlyukakat is eltakarja. Tollazata tiszta fehér. Csupasz arcát és szemhéját bibircsek borítják. Szeme szennyesvörös, csűdjét elöl-hátul hosszúkás pikkelyek borítják, lába sötét kékesszürke.

## Életmódja
A pingvin, kormorán és más madárkolóniák tojás- és fészekrablója, de megeszi a dögöket és a hulladékot is. Hosszabb távon felhúzott lábakkal repül, de rövidtávon nem húzza fel a lábát, így rosszul repül, ezért inkább a földön szalad.

## Szaporodása
Az ivarérettséget egyévesen éri el. A költési időszak december–január között van. Sziklarepedésekben, vagy sziklapárkányra készíti kagylókból, kavicsokból és kövekből álló fészkét. A fészekalj 2-4 szürke és fekete mintázatú, fehér tojásból áll. A tojásokon mindkét szülő 28-32 napig kotlik. A fiatal madarak 50-60 nap után repülnek ki. Általában csak két fióka marad meg.

## Képek

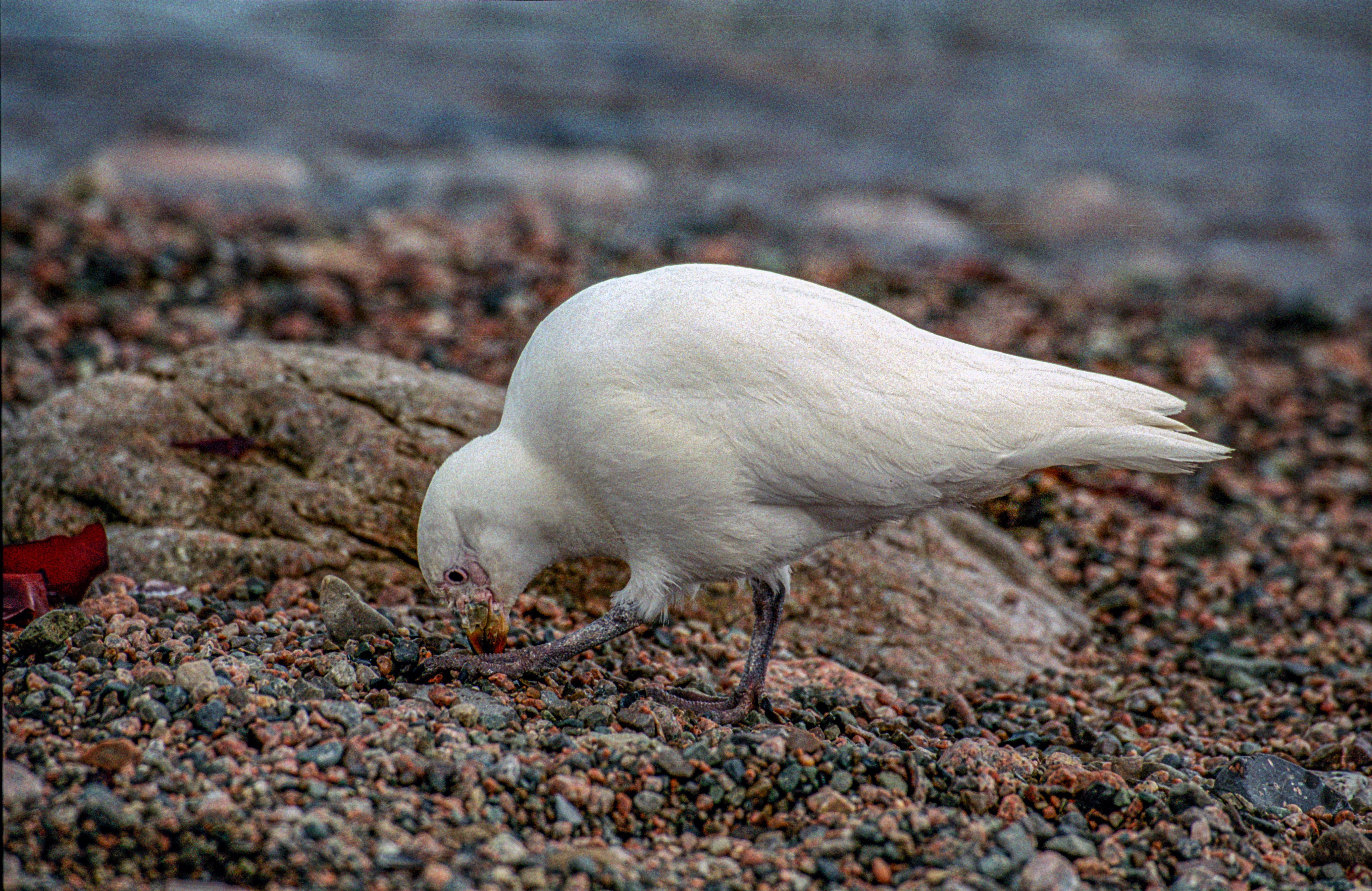
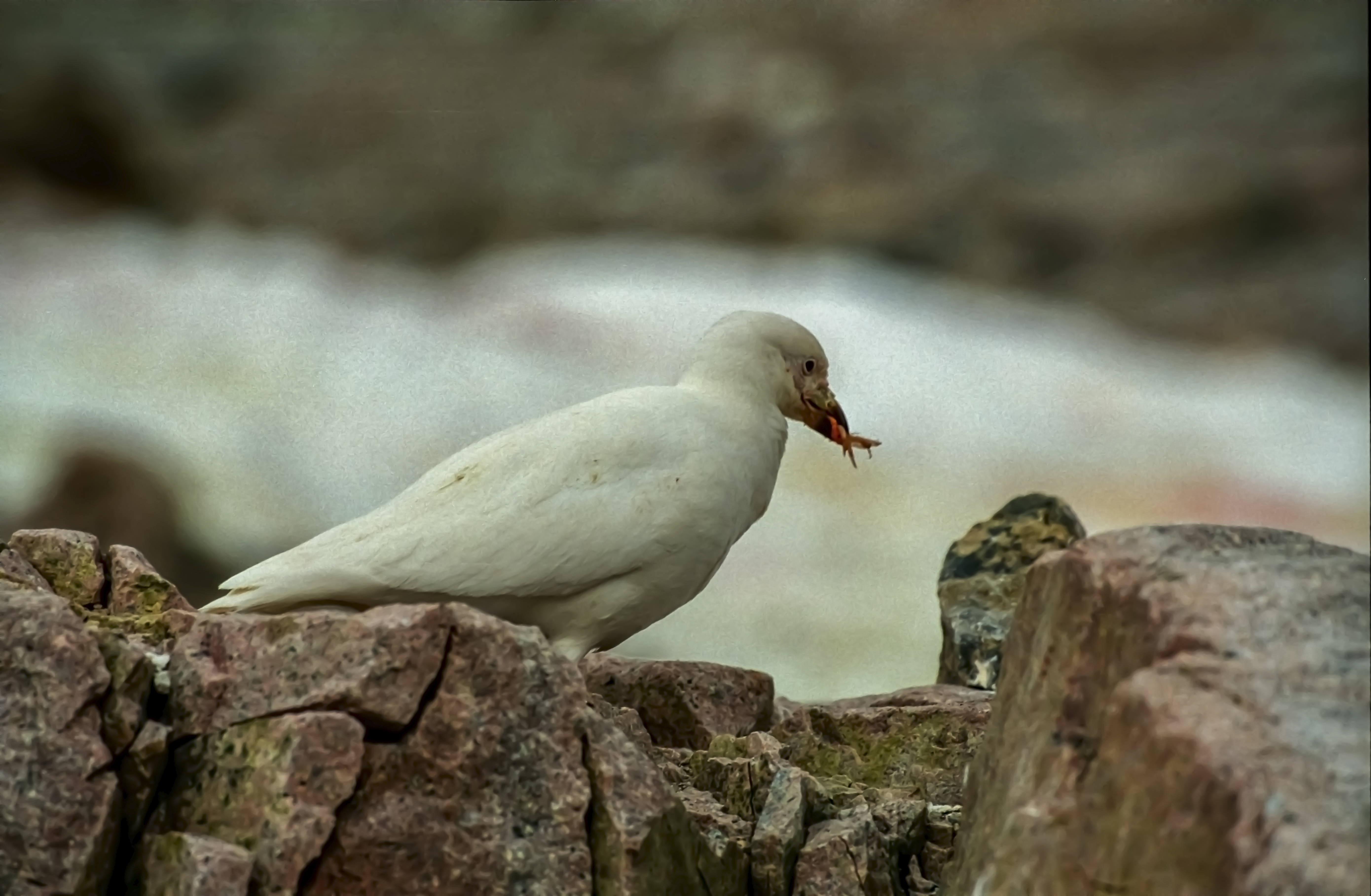
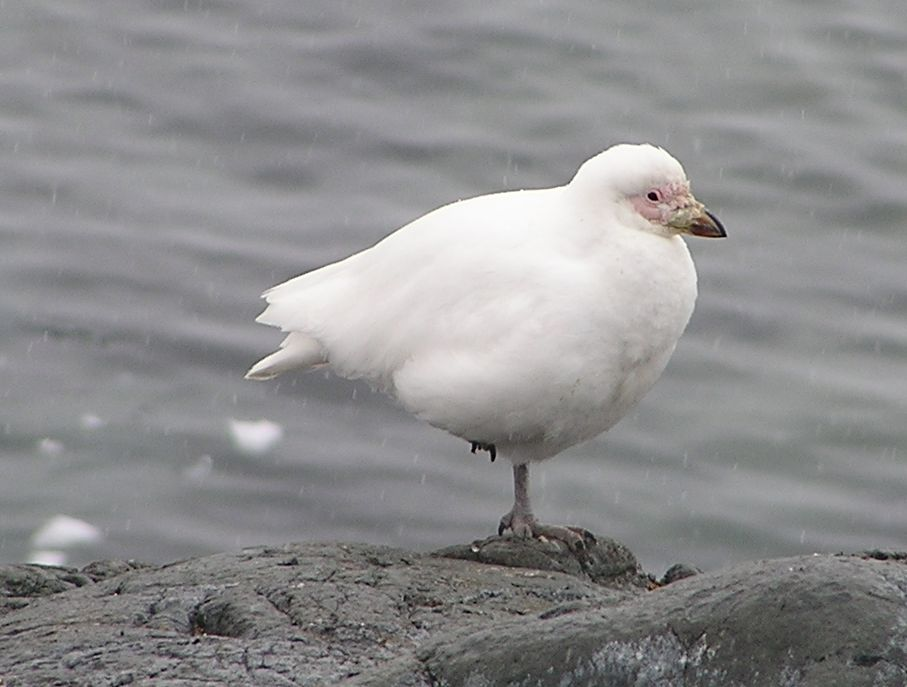